# Liste des municipalités de l'État de Santa Catarina
L'État de Santa Catarina, au Brésil, compte 295 municipalités (municípios en portugais) en 2013.
La première subdivision politique créée dans ce qui n'était à l'époque que la capitainerie de Santa Catarina fut Nossa Senhora da Graça do Rio São Francisco do Sul, aujourd'hui São Francisco do Sul, en 1660. Depuis lors, diverses municipalités furent créées par démembrements successifs  des premières ville de l'État (São Francisco do Sul, Lages et Laguna). En 1872, l'État ne compte encore que dix municipalités. Le dernier démembrement date de 2013 et concerne les villes de Balneário Rincão et Pescaria Brava.
La plus grande municipalité de l'État en taille est Lages, qui couvre une superficie de 2 644 km2, quand la plus peuplée est celle de Joinville avec 515 250 habitants en 2010. La moins peuplée est Santiago do Sul  avec 1 450 habitants en 2007, quand la plus petite en taille est Bombinhas avec seulement 34 km2.

## Municipalités

### A/C
- Abdon Batista
- Abelardo Luz
- Agrolândia
- Agronômica
- Água Doce
- Águas de Chapecó
- Águas Frias
- Águas Mornas
- Alfredo Wagner
- Alto Bela Vista
- Anchieta
- Angelina
- Anita Garibaldi
- Anitápolis
- Antônio Carlos
- Apiúna
- Arabutã
- Araquari
- Araranguá
- Armazém
- Arroio Trinta
- Arvoredo
- Ascurra
- Atalanta
- Aurora

- Balneário Arroio do Silva
- Balneário Barra do Sul
- Balneário Camboriú
- Balneário Gaivota
- Balneário Piçarras
- Balneário Rincão
- Bandeirante
- Barra Bonita
- Barra Velha
- Bela Vista do Toldo
- Belmonte
- Benedito Novo
- Biguaçu
- Blumenau
- Bocaina do Sul
- Bombinhas
- Bom Jardim da Serra
- Bom Jesus
- Bom Jesus do Oeste
- Bom Retiro
- Botuverá
- Braço do Norte
- Braço do Trombudo
- Brunópolis
- Brusque

- Caçador
- Caibi
- Calmon
- Camboriú
- Campo Alegre
- Campo Belo do Sul
- Campo Erê
- Campos Novos
- Canelinha
- Canoinhas
- Capão Alto
- Capinzal
- Capivari de Baixo
- Catanduvas
- Caxambu do Sul
- Celso Ramos
- Cerro Negro
- Chapadão do Lageado
- Chapecó
- Cocal do Sul
- Concórdia
- Cordilheira Alta
- Coronel Freitas
- Coronel Martins
- Correia Pinto
- Corupá
- Criciúma
- Cunha Porã
- Cunhataí
- Curitibanos

### D/L
- Descanso
- Dionísio Cerqueira
- Dona Emma
- Doutor Pedrinho

- Entre Rios
- Ermo
- Erval Velho

- Faxinal dos Guedes
- Flor do Sertão
- Florianópolis (capitale de l'État de Santa Catarina)
- Formosa do Sul
- Forquilhinha
- Fraiburgo
- Frei Rogério

- Galvão
- Garopaba
- Garuva
- Gaspar
- Governador Celso Ramos
- Grão Pará
- Gravatal
- Guabiruba
- Guaraciaba
- Guaramirim
- Guarujá do Sul
- Guatambú

- Herval d'Oeste

- Ibiam
- Ibicaré
- Ibirama
- Içara
- Ilhota
- Imaruí
- Imbituba
- Imbuia
- Indaial
- Iomerê
- Ipira
- Iporã do Oeste
- Ipuaçu
- Ipumirim
- Iraceminha
- Irani
- Irati
- Irineópolis
- Itá
- Itaiópolis
- Itajaí
- Itapema
- Itapiranga
- Itapoá
- Ituporanga

- Jaborá
- Jacinto Machado
- Jaguaruna
- Jaraguá do Sul
- Jardinópolis
- Joaçaba
- Joinville
- José Boiteux
- Jupiá

- Lacerdópolis
- Lages
- Laguna
- Lajeado Grande
- Laurentino
- Lauro Müller
- Lebon Régis
- Leoberto Leal
- Lindoia do Sul
- Lontras
- Luiz Alves
- Luzerna

### M/R
- Macieira
- Mafra
- Major Gercino
- Major Vieira
- Maracajá
- Maravilha
- Marema
- Massaranduba
- Matos Costa
- Meleiro
- Mirim Doce
- Modelo
- Mondaí
- Monte Carlo
- Monte Castelo
- Morro da Fumaça
- Morro Grande

- Navegantes
- Nova Erechim
- Nova Itaberaba
- Nova Trento
- Nova Veneza
- Novo Horizonte

- Orleans
- Otacílio Costa
- Ouro
- Ouro Verde

- Paial
- Painel
- Palhoça
- Palma Sola
- Palmeira
- Palmitos
- Papanduva
- Paraíso
- Passo de Torres
- Passos Maia
- Paulo Lopes
- Pedras Grandes
- Penha
- Peritiba
- Pescaria Brava
- Petrolândia
- Pinhalzinho
- Pinheiro Preto
- Piratuba
- Planalto Alegre
- Pomerode
- Ponte Alta
- Ponte Alta do Norte
- Ponte Serrada
- Porto Belo
- Porto União
- Pouso Redondo
- Praia Grande
- Presidente Castelo Branco
- Presidente Getúlio
- Presidente Nereu
- Princesa

- Quilombo

- Rancho Queimado
- Rio das Antas
- Rio do Campo
- Rio do Oeste
- Rio dos Cedros
- Rio do Sul
- Rio Fortuna
- Rio Negrinho
- Rio Rufino
- Riqueza
- Rodeio
- Romelândia

### S/Z
- Salete
- Saltinho
- Salto Veloso
- Sangão
- Santa Cecília
- Santa Helena
- Santa Rosa de Lima
- Santa Rosa do Sul
- Santa Terezinha
- Santa Terezinha do Progresso
- Santiago do Sul
- Santo Amaro da Imperatriz
- São Bento do Sul
- São Bernardino
- São Bonifácio
- São Carlos
- São Cristóvão do Sul
- São Domingos
- São Francisco do Sul
- São João Batista
- São João do Itaperiú
- São João do Oeste
- São João do Sul
- São Joaquim
- São José
- São José do Cedro
- São José do Cerrito
- São Lourenço do Oeste
- São Ludgero
- São Martinho
- São Miguel da Boa Vista
- São Miguel do Oeste
- São Pedro de Alcântara
- Saudades
- Schroeder
- Seara
- Serra Alta
- Siderópolis
- Sombrio
- Sul Brasil

- Taió
- Tangará
- Tigrinhos
- Tijucas
- Timbé do Sul
- Timbó
- Timbó Grande
- Três Barras
- Treviso
- Treze de Maio
- Treze Tílias
- Trombudo Central
- Tubarão
- Tunápolis
- Turvo

- União do Oeste
- Urubici
- Urupema
- Urussanga

- Vargeão
- Vargem
- Vargem Bonita
- Vidal Ramos
- Videira
- Vitor Meireles

- Witmarsum

- Xanxerê
- Xavantina
- Xaxim

- Zortéa

## Sources
- Infos supplémentaires (cartes simple et en PDF et informations sur l'État)
- Infos sur les municipalités du Brésil
- Liste alphabétique des municipalités du Brésil